# Dimorphandra gardneriana
Dimorphandra gardneriana är en ärtväxtart som beskrevs av Louis René Tulasne. Dimorphandra gardneriana ingår i släktet Dimorphandra och familjen ärtväxter. Inga underarter finns listade i Catalogue of Life.